# Almazán

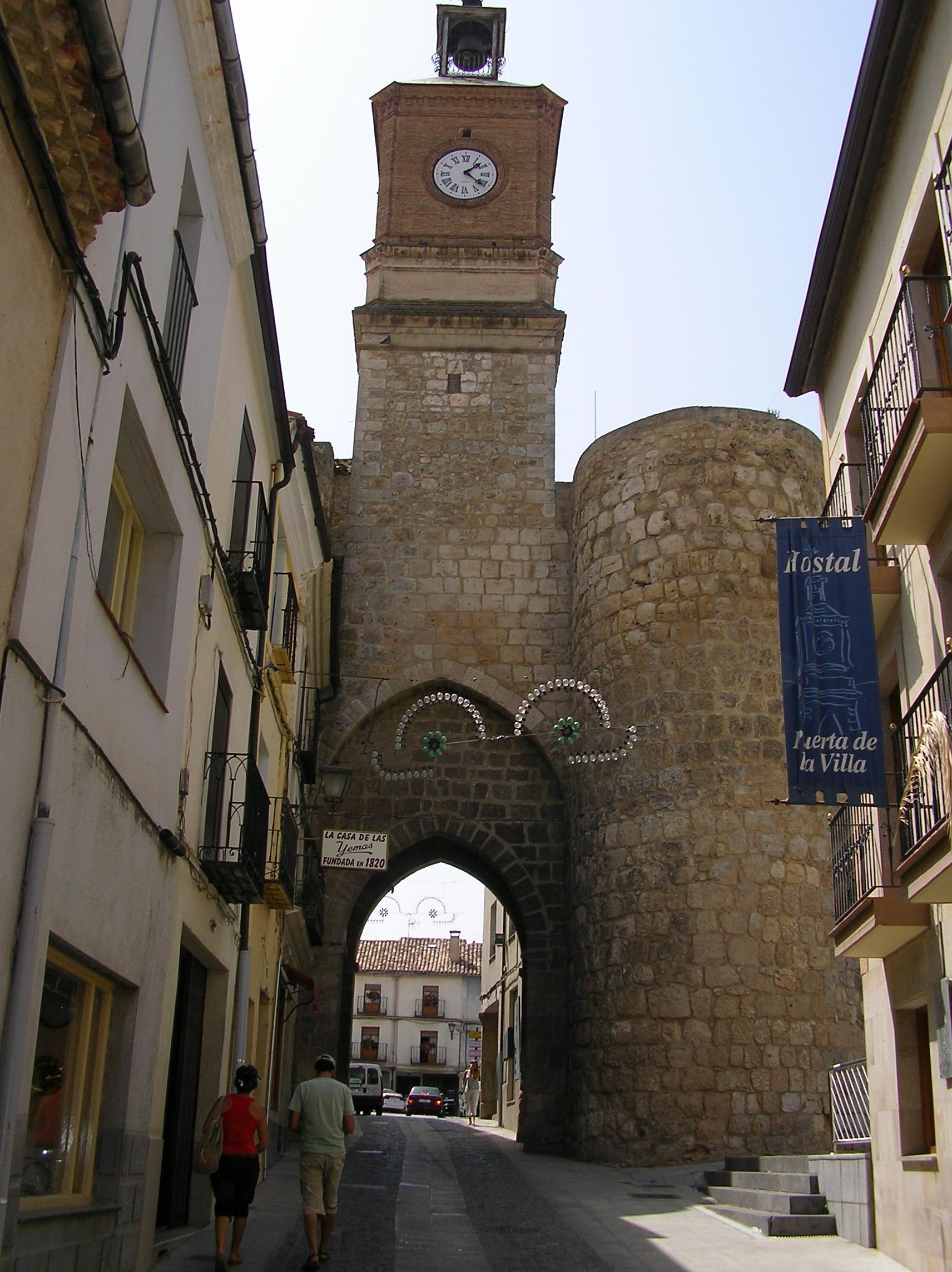
Almazán, Puerta de la Villa

Almazán (voce di origine araba, luogo fortificato) è un comune spagnolo di 5 546 abitanti (2001), situato sulla riva sinistra del Duero a 950 metri di altitudine s.l.m. nella comunità autonoma di Castiglia e León in Provincia di Soria, città dalla quale dista 32 km.

## Geografia fisica
È a capo del distretto giudiziario e della comarca che porta il suo nome. Gli abitanti del comune sono concentrati nel capoluogo e l'attività principale nella comarca è rappresentata dall'agricoltura e dall'allevamento del bestiame e sono presenti anche alcune industrie alimentari e, soprattutto, della costruzione di mobili in legno per cui Almazan è detta città del mobile.

## Storia
Almazán è una città di fondazione araba che fu conquistata nel 1128 dal re Alfonso I il Battagliero e assunse nel Medio Evo un ruolo importante come si evince dal fatto che aveva dieci parrocchie, nove chiese non parrocchiali (ermitas), due ospedali e quattro monasteri.
Nel 1395 vi si firmò la pace fra la Castiglia e l'Aragona da parte di Enrico II re di Castiglia e Pietro IV il Cerimonioso re di Aragona. Enrico IV di Castiglia la diede in signoria a Juan Hurtado de Mendoza che nel 1392 era maggiordomo maggiore del re Enrico III e la città fu retta da un alcalde mayor e da sei assessori, tre della classe degli hidalgos (nobili e professionisti di rilievo) e tre del popolo.
Fu poi un marchesato dei conti di Altamira essendo questo un titolo degli Hurtado de Mendoza e tale rimase fino alla prima metà del secolo XIX quando furono aboliti i privilegi feudali. Seguì poi le sorti della Castiglia e dopo la riunificazione quelle della Spagna senza alcun protagonismo.

## Monumenti
- Cinta muraria che racchiude il centro storico medievale ed ha le porte de la Villa, del Mercado e de Herreros
- Palacio de la familia Hurtado de Mendoza del XV secolo
- Iglesia de San Vicente chiesa del XIII secolo oggi utilizzata come aula municipale di cultura
- Iglesia de San Miguel del XII secolo con facciata del XVI
- Iglesia de Santa María de Calatañazar del XIII secolo
- Iglesia de San Pedro dello stesso secolo
- Iglesia de Nuestra Señora del campanario del XII secolo
- Ermita de Jesús Nazareno del XVI secolo
- Parque de la Alborada

## Dintorni
A 38 km Medinaceli antico villaggio della potente casata dei Medinaceli.

## Feste
- Oltre alla Semana Santa qui come altrove celebrata con le processioni delle confraternite che hanno inizio la Domenica delle Palme e continuano fino al Venerdì Santo: i Pasos pesanti gruppi lignei che rappresentano scene della Passione tolti dalle chiese dove sono custoditi e per ore sfilano portati a braccia per le vie della città preceduti dai tamburini che battono un ritmo funebre e seguiti da incappucciati vestiti dei costumi tradizionali.
- Bajada de Jesús, la prima settimana di settembre. Durante la processione serale dalla chiesa del campanario all'Ermita de Jesús Nazareno si spengono le luci della città a partire dalla Plaza Mayor e si fanno esplodere razzi e fuochi artificiali che inondano di luce e colori le strade e le case.
- El Zarrón festa in onore di san Pascual Baylon: il Zarrón è un personaggio buffo vestito da pastore che avanza con un garrote (specie di palla di cuoio appesa a filo) con cui colpisce chi si avvicini troppo alla statua del Santo portato in processione.[1]
- Feria de Mayo fiera di maggio con varie manifestazioni.

Le feste religiose sono accompagnate, com'è tradizione in Spagna, da divertimenti, gare sportive e danze tipiche.